# Бразория
Окръг Бразория (на английски: Brazoria County) е окръг в щата Тексас, Съединени американски щати. Площта му е 4136 km², а населението - 241 767 души (2000). Административен център е град Ангълтън.